# Бундентал
Бундентал (њем. Bundenthal) општина је у њемачкој савезној држави Рајна-Палатинат. Једно је од 84 општинска средишта округа Југозападни Палатинат. Према процјени из 2010. у општини је живјело 1.152 становника. Посједује регионалну шифру (AGS) 7340502.

## Географски и демографски подаци
Бундентал се налази у савезној држави Рајна-Палатинат у округу Југозападни Палатинат. Општина се налази на надморској висини од 190 метара. Површина општине износи 10,2 km². У самом мјесту је, према процјени из 2010. године, живјело 1.152 становника. Просјечна густина становништва износи 113 становника/km².